# 瑟穆瓦河畔弗雷斯
瑟穆瓦河畔弗雷斯（法語：Vresse-sur-Semois，法語發音：[vʁɛs syʁ səmwa]）是比利时瓦隆大区那慕爾省迪南区的一个市镇，位于瑟穆瓦河畔，东南西三面与法国接壤，通行法语，是比利时法语社群的一部分，面积101.04平方千米，人口2,641人（2018年1月1日）。